# Chaetodon falcula
Chaetodon falcula е вид бодлоперка от семейство Chaetodontidae. Видът не е застрашен от изчезване.

## Разпространение и местообитание
Разпространен е в Британска индоокеанска територия, Индия, Индонезия, Кения, Коморски острови, Мавриций, Мадагаскар, Майот, Малайзия, Малдиви, Мианмар, Мозамбик, Сейшели, Тайланд, Танзания, Френски южни и антарктически територии (Нормандски острови), Шри Ланка и Южна Африка.
Обитава крайбрежията на океани, морета, лагуни и рифове в райони с тропически климат. Среща се на дълбочина от 0,6 до 11 m, при температура на водата от 27,5 до 29,3 °C и соленост 34,2 – 36,2 ‰.

## Описание
На дължина достигат до 20 cm.
Популацията на вида е стабилна.